# Bentley Dean
Bentley Dean (* 20. Jahrhundert) ist ein australischer Filmregisseur, Kameramann und Filmproduzent.

## Karriere
Seit 2002 ist Dean als Kameramann und Filmproduzent tätig. So war er in diesen Tätigkeiten für die Dokumentarfilme Anatomy of a Coup, The President Versus David Hicks und Contact sowie den Spielfilm Tanna – Eine verbotene Liebe verantwortlich. Bei Tanna wirkte er ebenfalls als Filmproduzent mit und erhielt für diese Beteiligung bei der Oscarverleihung 2017 mit Martin Butler eine Oscarnominierung in der Kategorie Bester fremdsprachiger Film.
Seit dem Jahr 2009 arbeitet Dean öfters mit dem ebenfalls als Regisseur tätigen Martin Butler zusammen.

## Filmografie (Auswahl)
- 2002: Anatomy of a Coup (Dokumentarfilm)
- 2004: The President Versus David Hicks (Dokumentarfilm)
- 2007: The Siege (Dokumentarfilm)
- 2009: Contact (Dokumentarfilm)
- 2015: Tanna – Eine verbotene Liebe (Tanna)